# Индиго
Индиго /C16H10N2O2/ е тъмносиньо кюпно багрило. Преди е извличано от растенията от рода Indigofera, където се среща като глюкозида индикан. Днес се произвежда синтетично в големи количества. Голяма част от дънките се оцветяват с тази боя (за чифт дънки са необходими 3−12 g индиго. Годишно се произвеждат 20 млн. kg индиго с тази цел).